# 夢咲ももな
夢咲 ももな（ゆめさき ももな、2001年〈平成13年〉4月28日 - ）は、日本のモデル、タレント、アイドル。茨城県出身。君と見るそらの元メンバー。

## 経歴
2020年3月、Ms.超十代オーディション2020 グランプリに輝く。
2020年6月9日、GROVEに所属。2022年からは同社のタレント部門sejuに所属。
2021年3月26日、めざましテレビのイマドキガールに就任した事を自身のInstagramにて報告。。
2024年1月1日、超十代のプロデュースによるアイドルグループ「君と見るそら」のメンバーとしても活動を開始することを発表。
2024年9月1日、アイドルグループ「君と見るそら」を9月13日をもって卒業することを発表。

## 人物
趣味は映画鑑賞、歌うこと。
特技はメイク、マリオカート。
芸名の由来は当時YouTuberとして活動していた「夢咲モモ」にインスピレーションを受けたことから「夢咲ももな」という芸名にしている。

## 出演

### テレビ
- めざましテレビ（2021年4月 - 2022年3月、フジテレビ）
- ヒロミ・指原の“恋のお世話始めました”（2021年9月16日、テレビ朝日・AbemaTV）

### イベント
- 関西コレクション2021 S/S （2021年3月7日）
- GEKKLE Girls Fes（2021年11月21日）

### 動画
- トンボコープ 「嘘だって」MV[6][7]

## 出版

### デジタル写真集
- 2022年11月4日、『夢咲ももな「初水着です！」FRIDAYデジタル写真集』[8]